# Margot Stevenson
Margot Stevenson (Manhattan, 8 de fevereiro de 1912 – Manhattan, 2 de janeiro de 2011) foi uma atriz de teatro e rádio norte-americana, conhecida por seu papel como Margo Lane na adaptação radiofônica de "O Sombra" em 1938.